# کرملین مسکو
ارگ کرملین مسکو (به روسی: Московский Кремль)، یک قلعه تاریخی است که به صورت مجتمع در قلب شهر مسکو ساخته شده. این مجموعه مستحکم در مرکز مسکو قرار دارد و (از جنوب) بر رودخانه مسکوا، (از شرق) بر میدان سرخ و (از غرب) به باغ الکساندر مشرف است. این مجموعه توسط دودمان روریک تأسیس شد و بنای آن در سال ۱۴۸۷ به پایان رسید.
ارگ کرملین از چهار قصر، چهار کلیسا و دیوار کرملین به همراه برج‌های کرملین تشکیل شده است. در داخل این مجموعه کاخ بزرگ کرملین قرار دارد که قبلاً اقامتگاه تزار در مسکو بوده است. این مجموعه اکنون اقامتگاه رسمی رئیس‌جمهور فدراسیون روسیه است و به عنوان یک موزه تقریباً ۳ میلیون بازدید کننده در سال ۲۰۱۷ داشته است.

## تاریخچه

### اصلیت
از هزاره دوم قبل از میلاد، این محل پیوسته محل اسکان مردمان بوده و اصلیت آن از ویاتیچ ساختار دارای استحکامات بوده که بروی تپه کرملین (تپه بروویتسکی) جائی که رودخانه نگلین نایا به رودخانه مسکو می‌پیوندند، ساخته شده است. در اوایل سده یازدهم، اسلاوها بخش جنوب – غرب تپه را به تصرف خود درآوردند. این اقدام به منظور گواهی نمودن و صحه‌گذاری بر پایتخت از دهه ۱۰۹۰ انجام شد. باستان شناسان شوروی در حفاری‌های خود در منطقه آن را از زیر زمین خارج نمودند.
تا قرن چهاردهم این ناحیه به عنوان گراد مسکو شناخته می‌شد. استعمال کلمه «کرملین» برای اولین بار در سال ۱۳۳۱ ثبت گردیده و ریشه لغوی آن نیز مورد مناقشه می‌باشد.
در سال ۱۱۵۶، «گراد» توسط پرنس یوری دولگروکی گسترش یافت ولی در سال ۱۲۳۷ توسط مغولان نابود گردید. بازسازی مجدد این شهر به سال ۱۳۳۹ و با چوب بلوط انجام پذیرفت.

### مسند دوک‌های کبیر
اولین بناهای سنگی ثبت شده در کرملین بدستور ایوان کالیتا در اواخر دهه ۱۳۲۰ و اوایل دهه ۱۳۳۰ پس از آنکه پیتر، پایتخت راگ مسند حکومت خود را از کی‌یف به مسکو منتقل نمود، ساخته شدند. پایتخت جدید منسوب به کلیسا در عین حال نیازمند ساخت کلیساهای دائمی نیز می‌بود. کلیساهای ساخته شده عبارت بودند از کلیسای اعظم دورمیشن (۱۳۲۷، بهمراه کلیسای کوچک، ۱۳۲۹)، برج زنگ کلیسای سنت جان کلیماکوس (۱۳۲۹)، صومعه کلیسای ناجی تجلی (۱۳۳۰)، کلیسای اعظم فرشته مقرب (۱۳۳۳) که تماماً بر سنگ آهک ساخته شده و با حکاکی‌های استادانه تزئین و با یک گنبد تاج‌گذاری گردیدند. از تمام این کلیساها، تنها صومعه کلیسای ناجی تجلی بازسازی شده، تا قرن بیستم پابرجا باقی‌ماند که آن هم با ظهور استالین در سال ۱۹۳۳ تخریب گردید.
هنگامیکه دیمیتری دونسکی مشغول آماده‌سازی جهت مقابله با حکومت تاتار می‌گردید، دیوارهای ساخته شده با چوب بلوط را با دیوارهای مستحکم از جنس سنگ سفید تعویض نمود (۱۳۶۸ – ۱۳۶۶) که توانستند در برابر محاصره خان توختامیش مقاومت نمایند. واسیلی اول پسر دیمیتری با تاتارها صلح نمود و به ساخت کلیساها و صومعه‌های جدید اهتمام ورزید. در سال ۱۴۰۵، کلیسای اعظم تازه تأسیس بشارت توسط تئوفان‌های یونانی، اندری رابلف و پروخور رنگ آمیزی گردید. صومعه چادوف نیز توسط متروپلیتن آلکسیز استاد دیمیتری بنا گردید؛ در همین زمان بیوه او اودوکسیا نیز صومعه معراج را در سال ۱۳۹۷ بنا نهاد.

### اقامتگاه تزارها
در سال ۱۴۷۵ قلمرو شاهزادگی روسیه قرون وسطی تحت حکومت پرنس کبیر ایوان سوم کسی که عنوان پرنس کبیر تمام راگ‌ها را بخود اختصاص داده بود و مسکو را نیز در خیالات خود به عنوان تنها جانشین قانونی روم و قسطنطنیه تلقی می‌نمود، متحد گردیدند. ایوان به منظور نمایش جاه‌طلبی‌های سلطنتی خود به بازسازی کرملین پرداخته و در این راستا از شماری از معماران مشهور رنسانس ایتالیا مانند آنتونیو سولاری و مارکو رافو دعوت به عمل آورد. در زمان حکمرانی وی سه کلیسای اعظم کرملین، کلیسای استشهاد و قصر جواهر نشان ساخته شدند. در سال ۰۸–۱۵۰۵، مرتفع‌ترین سازه شهر و مسکوویت روسیه یعنی برج زنگ ایوان کبیر ساخته شد. البته ارتفاع آن تا سطح فعلی که در سال ۱۶۰۰ ثبت گردیده، مورد مناقشه است.
پس از خاتمه ساخت دیوارهای جدید کرملین و کلیساهای مربوط در سال ۱۵۱۶، یک حاکم وقت دستور عدم ساخت هر نوع سازه در مجاورت قلعه را صادر نمود. از آن گذشته، کرملین توسط یک خندق پهن ۳۰ متری از شهر تجاری دیوار کشی شده (کیتای – گورود) جدا گشت. در زمان حکومت ایوان مخوف بر فراز این خندق کلیسای واسطه بروی خندق بنا گردید. همچنین همان تزار به بازسازی قصرهای اجداد خود اهتمام ورزیده و یک قصر و کلیسای جدید نیز برای پسران خود بنا نهاد. او با این عمل تثلیث متوچییون داخل کرملین را هبه نمود. مدیریت متوچییون را صومعه تثلیث برعهده داشت که در خصوص فیض بخشی برج کلیسای سنت سرجیوس، که خارجیان آن را یکی از عالیترین بناهای کشور توصیف می‌کردند، به اغراق پرداخت.
در خلال دوران مصائب، کرملین به مدت دو سال از ۲۱ سپتامبر سال ۱۶۱۰ تا ۲۶ اکتبر سال ۱۶۱۲ به تصرف نیروهای لهستانی – لیتوانیائی درآمد. آزاد سازی کرملین توسط ارتش داوطلب کوزما مینین و دیمیتری پوزارسکی راه را برای انتخاب میخائیل رومانف به عنوان تزار جدید، هموار نمود. در طی دوران حکمرانی وی و پسر او تزار الکسیس، کلیسای دوازده گنبد ناجی بزرگ، دروازه تسلیحات، قصر تریم، قصر تفریحات و قصر پاتریارک نیکون ساخته گشتند. به‌دنبال مرگ الکسیز، کرملین شاهد آشوب سال ۱۶۸۲ مسکو بود که از آن تنها تزار پیتر جان سالم بدر برد. این ضربه روحی باعث شد که او از کرملین متنفر گردد. سه دهه بعد، پیتر اقامتگاه اجداد خود را ترک و راهی سنت پیترزبورگ پایتخت جدید گردید.

## دوران سلطنت

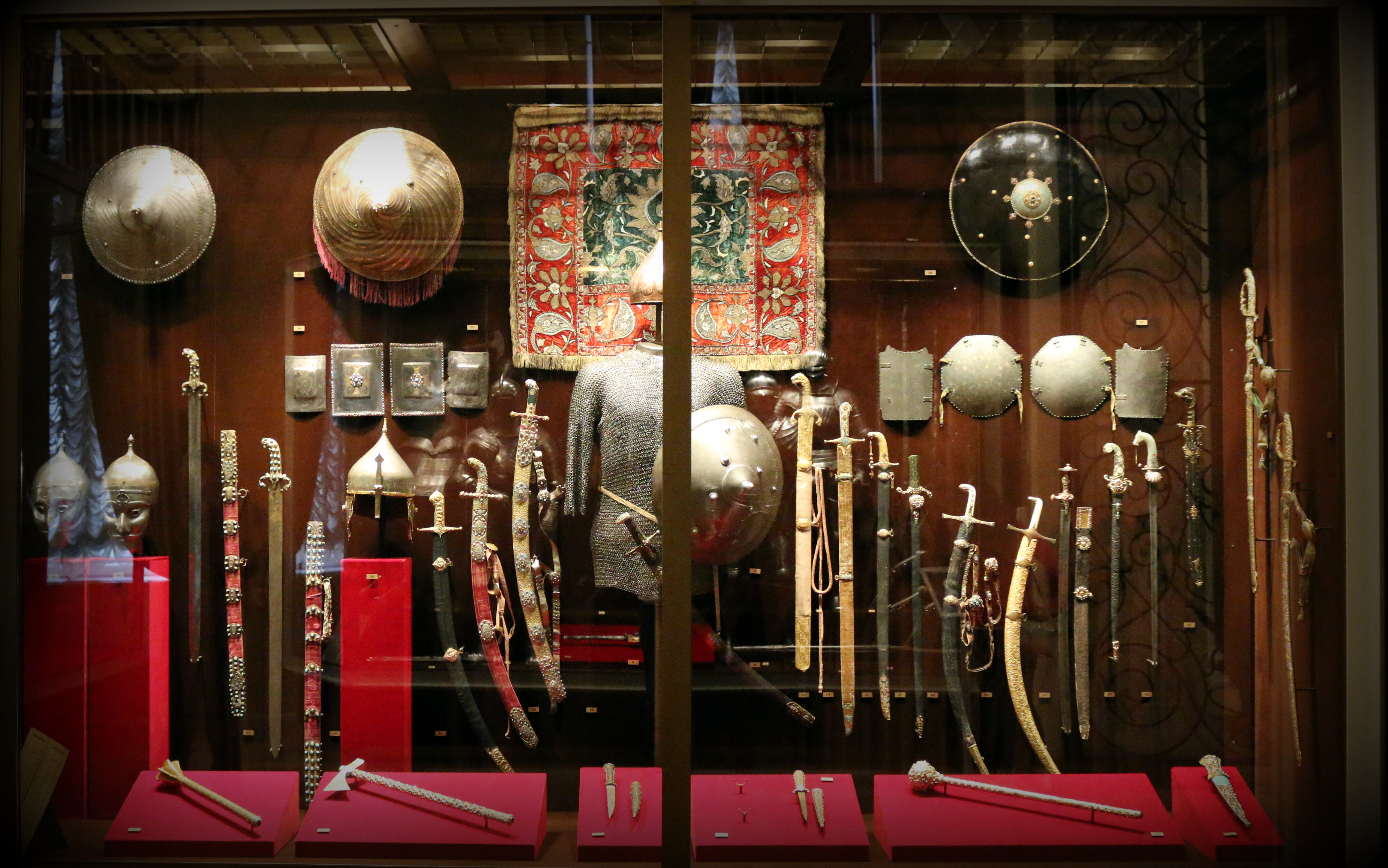
ویترینی از سلاح‌ها و زره‌های ایرانی در موزه اسلحه کرملین

اگرچه هنوز جهت مراسم تاجگذاری مورد بهره‌برداری قرار می‌گرفت، کرملین تا سال ۱۷۷۳ یعنی زمانیکه کاترین کبیر واسلی بازنف را جهت ساخت اقامتگاه جدید خود در آنجا تعیین نمود، متروک و فراموش شده بود. بازنف طرحی نئو کلاسیک مبالغه آمیز بر اساس وزنی حماسی تهیه نمود که شامل تخریب کلیساها و قصرهای متعدد بعلاوه بخشی از دیوار کرملین می‌گردید. پس از پایان مقدمات، ساخت و ساز بعلت کسری نقدینگی متوقف ماند. چند سال بعد، مت ووی کازاکف برخی از بخش‌های تخریب شده دیوار را بازسازی نموده و کلیسای اعظم باستانی ناجی را بهمراه برخی سازه‌های صومعه چادوف، مجدداً بنا نهاد. او همچنین بخشی فراخ و مجلل را به عنوان مجلس سنا ساخت که در آن زمان به عنوان محل کار اصلی رئیس‌جمهور روسیه مورد بهره‌برداری قرار می‌گرفت.
در طول تهاجم ناپلئون به روسیه در سال ۱۸۱۲، نیروهای فرانسه از تاریخ ۲ سپتامبر تا ۱۱ اکتبر کرملین را اشغال نمودند. ناپلئون در هنگام فرار از مسکو، فرمان در هم کوبیدن کل بنای کرملین را صادر نمود. در آتش‌سوزی کرملین بخش‌های متعددی از دیوار کرملین بهمراه تعدادی از باروهای دیوار در اثر انفجار تخریب گردیده و آتش به اتاق جواهر نشان و کلیساها آسیب رسانید. این انفجارات در طول سه روز از ۲۱ تا ۲۳ اکتبر ادامه یافتند. خوشبختانه، بارش باران باعث خرابی فیوز گردیده و سطح خسارات از آنچه در نظر بود، کاهش یافت. در طی سال‌های ۱۹–۱۸۱۶ کارهای بازسازی تحت نظارت اوسیب بوو انجام گردیدند. در خلال سال‌های باقی‌مانده از سلطنت الکساندر اول ساختارهای باستانی متعدد به سبک معماری رؤیایی نئو گوتیک بازسازی گردیند ولی تعداد بیشتری از این بناها (ازجمله کل بناهای تثلیث متوچیون)، با عناوین «متروکه» و «مخروبه» خیلی ساده از بین رفتند.
نیکلاس اول روسیه در بازدیدی که از مسکو در زمان تاجگذاری خود داشت، از وضعیت قصر کبیر یا زمستانی، که طرح ساخت آن بر اساس طرح راستریلی استوار بوده و به دهه ۱۷۵۰ برمی‌گشت، ابراز ناخرسندی نمود.
ساختار استادانه باروگ به دلیل آنکه منادی کلیسای سنت جان که در سال ۱۵۰۸ توسط الویسیو به جای اولین کلیسای ساخته شده در مسکو و در مجاورت آن بود، از بین رفت. معمار کنستانتین تون امر جایگزینی آن‌ها با قصر مجلل کرملین را برعهده گرفت. این قصر هماورد قصری مشابه در سنت پیترزبورگ با نام قصر زمستانی بود که دارای ابعاد و تزئینات شاهانه داخلی بود. به‌دنبال ساخت کرملین زره پوش شده در سال ۱۸۵۱، این قصر نیز در طی سال‌های ۴۹–۱۸۳۹ بنا گردید.
پس از آن، تا انقلاب روسیه در سال ۱۹۱۷ هیچ ساخت و ساز واقعی جدید در کرملین واقع نشد. تنها ساختار جدید بنای یادمان الکساندر دوم و قرار دادن سنگ یادبود در محل قتل سرگئی الکساندرویچ، دوک کبیر روسیه توسط ایوان کالیایف در سال ۱۹۰۵، بود. این یادمان‌ها در سال ۱۹۱۸ توسط بلشویک‌ها نابود گردیدند.

### دوران حکومت شوروی و ماقبل آن
در تاریخ ۱۲ مارس سال ۱۹۱۸، دولت شوروی از پتروگراد فراری گردید. لنین بنای سنای کرملین را به عنوان مسکن خود انتخاب نمود؛ اتاق او هنوز نیز به عنوان موزه مورد بهره‌برداری قرار دارد. استالین نیز در کاخ کرملین دارای اتاق شخصی بود. او تمایل داشت که تمام مظاهر " آثار باستانی رژیم تزار هاً را از مرکز فرماندهی خود دور سازد. عقاب‌های طلائی واقع بر برج‌ها را با ستاره‌های درخشان کرملین تعویض نموده و دیوار نزدیک مقبره لنین نیز به دیوار قبرستان کرملین تبدیل گردید.
صومعه چادوف و صومعه معراج را بهمراه کلیسای اعظم باشکوه قرن شانزدهم را از بین برده و به جای آن‌ها اتاق هائی به منظور تشکیل کلاس‌های نظامی کمونیستی و قصر گنگره را ساختند. همچنین قصر نیکلاس کوچک و کلیسای اعظم ناجی نیز نابود شدند. محل اقامت و استفاده دولت شوروی تا سال ۱۹۵۵ بروی توریست‌ها بسته بود. کرملین تا زمان طرح ذوب خروشچف، بروی بازدید کنندگان خارجی گشوده نگردید. موزه‌های کرملین در سال ۱۹۶۱ تأسیس و این مجتمع جزء اولین آثار میراث فرهنگی شوروی بودند که در سال ۱۹۹۰، در لیست میراث فرهنگی جهان ثبت شدند.
اگر چه النا گاگارینا (دختر یوری گاگارین)، مدیر فعلی موزه‌های کرملین، حمایت کامل خود را بر ترمیم کامل صومعه‌های ترمیم شده‌استوار نموده است، پیشرفت‌های اخیر محدود به ترمیم‌های گرانقیمت تزئینات داخلی اصلی در کاخ کرملین کبیر گردیده که در دوران حکومت استالین تغییر یافته بودند. پدر سالار مسکو یک سوئیت شامل چند اتاق در کرملین دارد. ولی خدمات مذهبی در داخل کلیسای اعظم کرملین، به دلیل آنکه این محل هنوز به عنوان موزه مورد استفاده قرار دارد، به صورت نامنظم انجام می‌شود.
با حاکم شدن کمونیست‌ها بر روسیه تزار نیکولای به همراه خانواده‌اش به حومهٔ سن پترزبورگ گریخت ولی سر انجام توسط کمونیست‌ها کشته شد

### ساختمان‌ها
دیوارهای کرملین و برج‌ها در طی سال‌های ۱۴۸۵ تا ۱۴۹۵ توسط استادان ایتالیائی ساخته شدند. زوایای ناهماهنگ مثلثی شکل دیوار کرملین محوطه‌ای به مساحت ۲۷۵۰۰۰ متر مربع (۶۸ جریب) را در بر می‌گیرد. طول کلی این دیوار ۲۲۳۵ متر (۲۴۴۴ یارد) است ولی ارتفاع آن در جاهای مختلف و بسته به نوع زمین آن، از ۵ تا ۱۹ متر در نوسان است. ضخامت دیوار نیز بین ۵/۳ تا ۵/۶ متر است.
از ابتدا هجده برج‌های کرملین ساخته شده بودند ولیکن تعداد برجها در قرن هفدهم به بیست عدد افزایش یافت. طرح تمام برج‌ها بجز سه عدد آن‌ها که گرد هستند، به صورت چهار گوش می‌باشند. نام بلندترین برج اسپاسکایا است که در سال ۱۶۲۵ و با ارتفاع ۷۱ متر ساخته شد. به صورت اصلی، تاج اکثر برج‌ها از خیمه‌های چوبی ساخته شده است. البته بقایای تاج‌های خیمه‌ای آجری که با نوار سفال رنگی ساخته شده و به دهه ۱۶۸۰ برمیگردند نیز دیده می‌شوند.
میدان کلیسای اعظم قلب کرملین بحساب می‌آید. این میدان توسط شش ساختمان شامل سه کلیسای اعظم احاطه شده است. کلیسای اعظم دورمیشن که در سال ۱۴۷۹ ساخته شد، اصلی‌ترین کلیسای مسکو بوده و مراسم تاجگذاری تزارها در آن انجام می‌شده است. سر در بزرگ سنگ آهک که دارای پنج قبه طلائی به عنوان سرپوش می‌باشد، طرح ارسطو فیوراوانتی است. کلیسای اعظم بشارت با سه گنبد درخشان، دیگر اثر تاریخی است که در سال ۱۴۸۹ تکمیل گردید تا در سده بعد به عنوان یک کلیسای نه گنبده مورد بازسازی قرار گیرد. در بخش جنوب شرق میدان کلیسای اعظم آرچانگل میخائیل بنا شده بسال (۱۵۰۸) وجود دارد که بنای آن بسیار بزرگتر از سایرین است و در داخل آن پادشاهان مسکو از ایوان کالیتا تا ایوان پنجم مدفون گردیده‌اند. 
دو کلیسای داخلی متروپلیتن‌ها و پدرسالاران مسکو، کلیسای اعظم دوازده رسول (۵۶–۱۶۵۳) و یک کلیسای تک گنبد بسیار ارزشمند استشهاد ردای بکارت که توسط صنعتگران پسکف و در طی سال‌های ۸۸–۱۴۸۴ ساخته شده و دارای نشانه‌ها و نقاشی‌های آبرنگ عالی سال‌های ۱۶۲۷ تا ۱۶۴۴ می‌باشد.
دیگر ساختار شاخص برج زنگ ایوان کبیر در ضلع شمال شرق میدان است که گفته می‌شود نشان مرکز دقیق مسکو بوده و شباهت به یک شمع در حال سوختن دارد. این بنا که در سال ۱۶۰۰ ساخته شده، ۸۱ متر (۲۶۶ فوت) ارتفاع دارد. تا زمان انقلاب روسیه، این ساختمان مرتفع‌ترین ساختار شهر محسوب می‌گردید؛ زیرا ساخت ساختمان‌های بلندتر از آن ممنوع بود. ۲۱ زنگ این برج در زمان حمله دشمنان به صدا درمی‌آمده است.
قدیمیترین ساختار غیر مذهبی باقی‌مانده قصر مرصع (۱۴۹۱) ایوان سوم است که تخت‌های شاهنشاهی در آن قرار دارند. بعد از این بنا، قدیمیترین ساختار مربوط به اولین منزل خاندان سلطنتی یعنی قصر تررم است. قصر تررم اصلی نیز به فرمان ایوان سوم ساخته شد ولی زمان ساخت اکثر قصرهای موجود، به قرن هفدهم برمی گردد. قصر تررم و قصر مرصع توسط قصر کرملین کبیر بهم متصل شده‌اند که فرمان ساخت آن را نیکلاس اول در سال ۱۸۳۸ صادر نمود. برای ساخت بزرگ‌ترین سازه داخل کرملین، رقم نجومی یازده میلیون روبل و بیش از یک میلیارد دلار جهت نوسازی در دهه۱۹۹۰ هزینه شده است. این عمارات شامل تالارهای خیره‌کننده، یک راه پله قرمز مخصوص مراسم، آپارتمان‌های خصوصی تزارها و طبقه زیر زمین کلیسای رستاخیز لازاروس (۱۳۹۳)، که به عنوان قدیمی‌ترین بنای کرملین و کل مسکو محسوب می‌گردد.
زرادخانه در ضلع شمال شرق کرملین واقع شده است که اصلیت آن به سال ۱۷۰۱ بازگشته و برای استفاده پطر کبیر ساخته شده بود. در بخش شمال غرب کرملین نیز زره پوش واقع شده است. این بنا که در سال ۱۸۵۱ و با طرح احیای رنسانس ساخته شد، امروزه به عنوان موزه نشان‌های دولتی روسیه و گنج الماس مورد استفاده قرار دارد.

### صنایع ادبی سیاسی
نام «کرملین» معمولاً به عنوان استعاره جهت اشاره به دولت شوروی (۱۹۹۱–۱۹۲۲) و اشخاص شاخص آن (همانند دبیرکل‌ها، نخست وزیران، رئیس‌های جمهوری، وزرا و کمیسرها) بکار می‌رود. به همین صورت نام «وست مینیستر» اشاره به دولت بریتانیا داشته یا نام «کاخ سفید» اشاره به دولت آمریکا دارد. تا حدودی، این نام هنوز جهت اشاره به دولت فدراسیون روسیه دارد. «کرملینولوژی» بر مطالعه سیاست‌های شوروی دلالت دارد.